# Jean Harlow
Jean Harlow (Kansas City, Missouri, 1911. március 3. – Los Angeles, Kalifornia, 1937. június 7.) amerikai színésznő, az 1930-as évek egyik legnagyobb szexszimbóluma.

## Korai évek
Harlean Harlow Carpenter néven született a missouri Kansas Cityben. Apja, Mont Clair Carpenter fogorvos, anyja Jean Harlow, egy gazdag ingatlanügynök lánya volt. Harlow elégedetlen volt a házassággal, amit apja szervezett meg.
Harlean nagyon közeli kapcsolatban volt az édesanyjával. Amikor szülei 1922-ben elváltak, anyjával élt tovább, apjával hátralevő életében csak egyszer találkozott.
1926 őszén Harlean megismerkedett Charles McGrew-val, aki egy nagy vagyon örököse volt. 1927 szeptemberében összeházasodtak. McGrew nem sokkal ezután betöltötte a 21-et, és megkapta örökségének egy részét. A házaspár Los Angelesbe költözött.

## Első szerepei
1929-ben anyja nyomására Harlean statisztaként jelent meg több némafilmben, majd kisebb szerepeket kapott három Stan és Pan filmben. Művésznévként anyja leánykori nevét, a Jean Harlow-t használta. Ugyanebben az évben elvált McGrewtől.
Harlow első jelentős szerepét A pokol angyalai című filmben játszotta. A női főszerepet eredetileg Greta Nissen kapta, ám a hangosfilmek növekvő népszerűségének hatására a rendező, Howard Hughes újraforgatta a némafilmet hanggal. Nissent erős akcentusa miatt Harlowra cserélték le. 1929. október 24-én Harlow ötéves szerződést írt alá Hughes filmstúdiójával.
A pokol angyalai premierje 1930. május 27-én volt. A film jelentős közönségsikert aratott, a kritikusok azonban rossz véleménnyel voltak Harlow alakításáról.
1931-ben, miután Hughes más stúdióknak is kikölcsönözte, Harlow több sikeres filmben is szerepelt: a Közellenség-ben James Cagney, a The Secret Six-ben Clark Gable, a Platinszőké-ben pedig Loretta Young partnere volt. A kritikusok azonban továbbra is kétségbe vonták színészi képességeit.
1932-ben Paul Bern producer rávette az MGM egyik vezetőjét, Irving Thalberget, hogy vásárolja meg Hughestől Harlow szerződését. 1932. július 2-án Bern és Harlow összeházasodtak.

## MGM
Harlow az MGM-nél vált igazi sztárrá. 1932-ben két jelentős szerepe volt a Vörös por és a Red-Headed Woman című filmekben, amelyekben megmutatkozott komikusi tehetsége. A Vörös por-ban ismét Clark Gable partnere volt, akivel összesen hat filmet készítettek együtt.
A Vörös por forgatása alatt Paul Bernt holtan találták otthonában. Halálának körülményei máig tisztázatlanok; hivatalosan öngyilkosságot állapítottak meg.
1933-ban Harlow egyik legemlékezetesebb alakítását nyújtotta a Vacsora nyolckor című filmben. A Tartsd meg a fiúdat-ban ismét Gable-el játszott. 1935-ben a China Seas, 1936-ban pedig a Feleségek titkárnők ellen című filmekben szerepeltek együtt. Szintén 1936-ban Harlow William Powell és Spencer Tracy mellett jelent meg a Bulvár románc-ban, amely egyik legemlékezetesebb filmje lett.
A '30-as évek közepén Harlow már Amerika legnépszerűbb sztárjai közé tartozott. Filmjei a nagy gazdasági világválság mellett is jelentős bevételeket hoztak.

## Halála
1937 tavaszán Harlow a Saratoga című filmben szerepelt Clark Gable-vel. Forgatás közben összeesett és kórházba szállították, ahol veseelégtelenség okozta mérgezést állapítottak meg nála. A következő nyolc napban otthon ápolták. Állapota rosszabbodott, és június 6-án visszavitték a kórházba. A következő napon Harlow meghalt. A Forest Lawn Memorial Park-ban temették el, ahol számos más híresség is nyugszik.

## Filmjei
| - Honor Bound (1928) - Moran of the Marines (1928) - Fugitives (1929) - Why Be Good? (1929) - Close Harmony (1929) - The Saturday Night Kid (1929) - The Love Parade (1929) - This Thing Called Love (1929) - New York Nights (1929) - A pokol angyalai (Hell's Angels) (1930) - Városi fények (City Lights) (1931) - The Secret Six (1931) - Közellenség (The Public Enemy) (1931) - Iron Man (1931) - Goldie (1931) - Platinaszőke (Platinum Blonde) (1931) - Three Wise Girls (1932) - The Beast of the City (1932) - A vöröshajú asszony (Red-Headed Woman (1932) - Vörös por (Red Dust) (1932) - Tartsd meg a fiúdat (Hold Your Man) (1933) - Vacsora nyolckor (Dinner at Eight) (1933) - Szexbomba (Bombshell) (1933) - A Missouri-béli lány (The Girl from Missouri) (1934) - Reckless (1935) - China Seas (1935) - Riffraff (1936) - Feleségek titkárnők ellen (Wife vs. Secretary) (1936) - Suzy (1936) - Bulvár románc (Libeled Lady) (1936) - Personal Property (1937) - Saratoga (1937) | Rövidfilmek: - Chasing Husbands (1928) - Liberty (1929) - Why Is a Plumber? (1929) - The Unkissed Man (1929) - Double Whoopee (1929) - Thundering Toupees (1929) - Bacon Grabbers (1929) - Weak But Willing (1929) - Screen Snapshots (1932) - Hollywood on Parade No. A-12 (1933) - Hollywood on Parade No. B-1 (1933) - Hollywood on Parade No. B-6 (1934) - The Candid Camera Story (Very Candid) of the Metro-Goldwyn-Mayer Pictures 1937 Convention (1937) |